# Julian Gazda

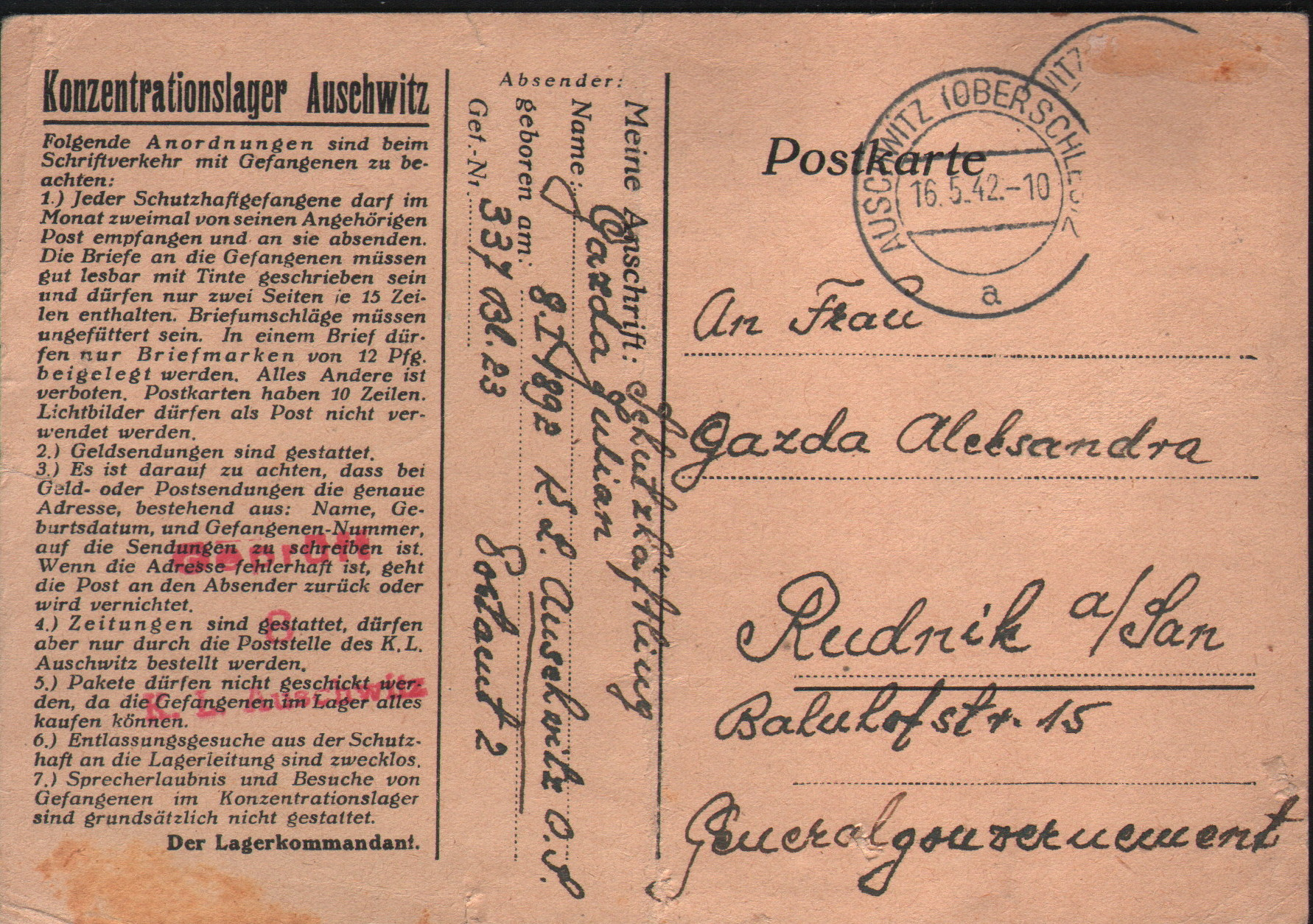
List Juliana Gazdy z KL Auschwitz

Julian Seweryn Tadeusz Gazda (ur. 8 stycznia 1892 w Rudniku nad Sanem, zm. 7 lipca 1949 w Nowym Jorku) – żołnierz Legionów Polskich, major piechoty rezerwy Wojska Polskiego, więzień niemieckich obozów koncentracyjnych podczas II wojny światowej.

## Życiorys
Urodził się 8 stycznia 1892 w rodzinie Edwarda i Anieli z Koszałków. Miał trzy siostry: Stanisławę (Kuńciów), Bronisławę (Rączka), Zofię (Sebastyańska), Walerię (Krzewicka). Szkołę powszechną ukończył w Rudniku w 1903 r., a gimnazjum w Jarosławiu, gdzie zdał maturę w 1911 r. Rozpoczął studia na Wydziale Prawa i Umiejętności Politycznych Uniwersytetu Jana Kazimierza we Lwowie. Tam zetknął się z ruchem legionowym. Przerwał studia ze względu na trudności materialne. Rozpoczął pracę w Kasie Zaliczkowej w Rudniku.
Wraz z przyszłym szwagrem Maksymilianem Węgrzynkiem założył Związek Strzelecki w Rudniku. Z oddziałem tym (20 osób) wyruszył 21 sierpnia 1914 do oddziałów Piłsudskiego do Krakowa. Jako 1 komp.VI bat.p.p. oddział został wcielony do Kompanii Rzeszowskiej. Brał udział w walkach pod Laskami, Brzechowem i nad Nidą, a potem z 1 pułkiem piechoty Legionów Polskich w kampanii wołyńskiej nad Styrem w reducie Piłsudskiego i w bitwie pod Kostiuchnówką.
Po odzyskaniu przez Polskę niepodległości został przyjęty do Wojska Polskiego. Zweryfikowany w stopniu porucznika piechoty. Od 1918 r. w 8 pułku piechoty Legionów w całej kampanii ukraińskiej i wojnie polsko-bolszewickiej. Ranny w stopę (trafiony podczas dosiadania konia). Do stopnia kapitana rezerwy piechoty ze starszeństwem został awansowany 1 czerwca 1919 (561 lok.). Urlopowany w 1921 r. dla dokończenia studiów.
W 1924 r. był oficerem rezerwowym 37 Pułku Piechoty. Studia prawnicze na Uniwersytecie Lwowskim ukończył eksternistycznie w 1926 r. 10 stycznia 1929 do Biura Kapituły Orderu Wojennego „Virtuti Militari” wpłynął wniosek byłego dowódcy 8 pp Leg., pułkownika Czesława Jarnuszkiewicza o odznaczenie tym orderem Juliana Gazdy za walkę stoczoną 19 czerwca 1919 z Ukraińcami pod wsią Hinowice.
W latach 30. pełnił funkcję prezesa oddziału Związku Legionistów Polskich w Nisku. Był kandydatem notarialnym, plenipotentem majątku Gerharda Franckego (Zarząd Dóbr i Zakładów Przemysłowych w Nisku). Na stopień majora rezerwy został mianowany ze starszeństwem z 19 marca 1939 i 10. lokatą w korpusie oficerów piechoty.
Aresztowany przez Niemców 17 maja 1940, po czym – wraz z grupą ponad 758 młodych Polaków – 14 czerwca 1940 został przewieziony z Tarnowa do obozu KL Auschwitz – był to pierwszy masowy transport do Auschwitz. W obozie otrzymał numer obozowy 337. Na dworcu PKP w Tarnowie znajduje się tablica z nazwiskami pierwszych więźniów wywożonych do Auschwitz – jest wśród nich Julian Gazda. W 1942 r. został przeniesiony do obozu KL Mauthausen-Gusen (nr 1476 i 46692). Po wyzwoleniu przez Amerykanów był w Linzu (Obóz polski nr. 70 Katzenau), następnie od 1947 r. w USA, gdzie zamieszkał u rodziny żony. Pracował w redakcji „Nowy Świat”. Zmarł w Nowym Jorku w 1949 r.  
W listopadzie 1922 r. w Przeworsku ożenił się z Aleksandrą Heleną z Wyrzyków h. Lubicz (1896–1978), z którą miał córkę Alinę Olko (ur. 1923) i syna Władysława Leszka (ur. 1927).

## Ordery i odznaczenia
- Krzyż Niepodległości – 7 lipca 1931 „za pracę w dziele odzyskania niepodległości”[7][8][9]
- Krzyż Walecznych dwukrotnie – 15 marca 1923 „za czyny orężne w bojach byłego 1 pp Leg.”[10][11]
- Srebrny Krzyż Zasługi – 18 marca 1930 „za zasługi na polu przysposobienia wojskowego i wychowania fizycznego”[12].